# 1980 en Saskatchewan
Chronologie de la Saskatchewan
- 1976
- 1977
- 1978
- 1979
- 1980
- 1981
- 1982
- 1983
- 1984

Cette page concerne des événements d'actualité qui se sont produits durant l'année 1980 dans la province canadienne de la Saskatchewan.

## Politique
- Premier ministre : Allan Blakeney
- Chef de l'Opposition :
- Lieutenant-gouverneur : Irwin McIntosh
- Législature :

## Événements
- Lundi 1er septembre : l'Alberta et la Saskatchewan célèbrent le 75e anniversaire de leur naissance comme provinces, par des festivals et plusieurs évènements spéciaux.

## Naissances

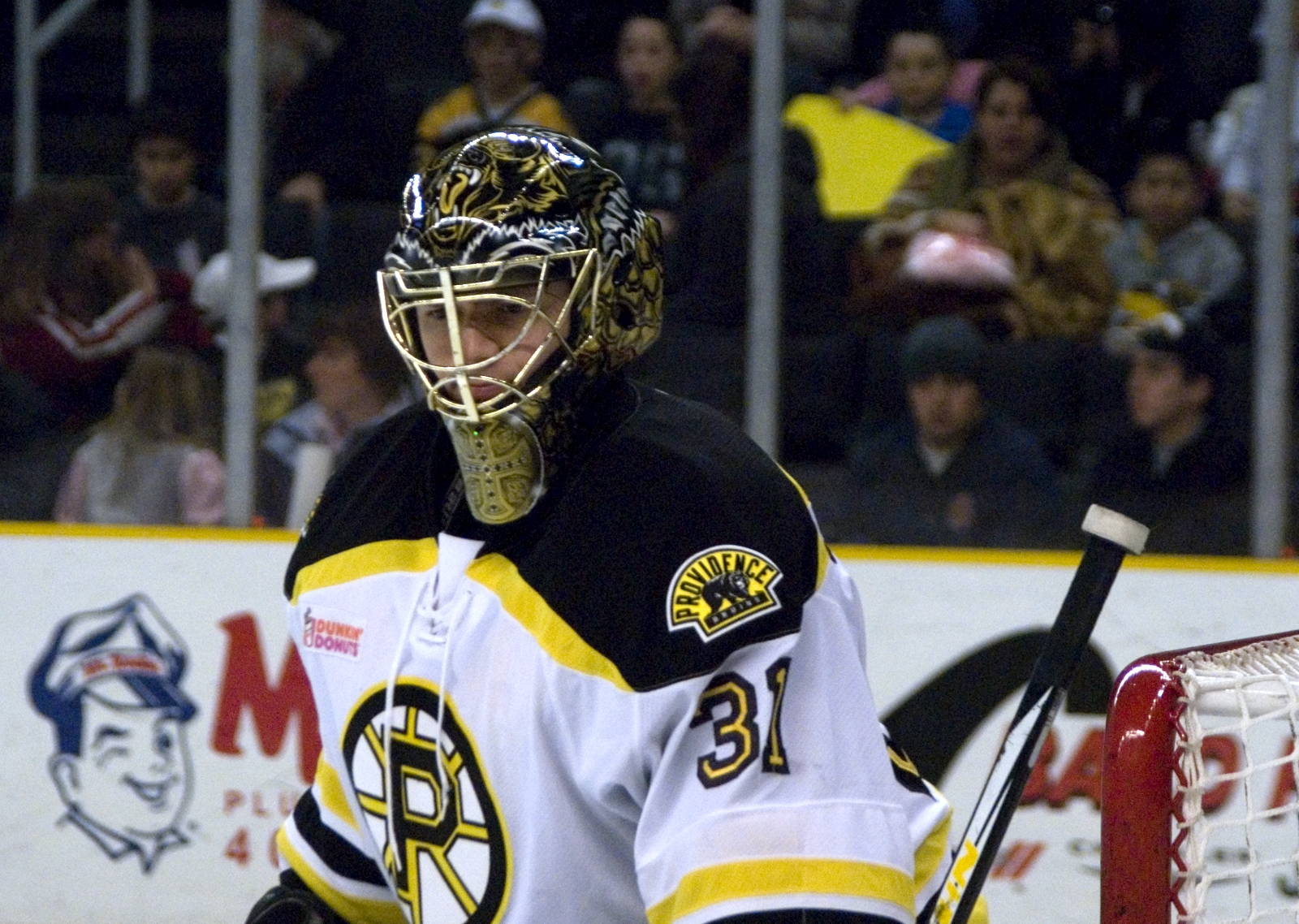
Nolan Schaefer

- 15 janvier : Nolan Schaefer, né à Yellow Grass, est un joueur de hockey sur glace professionnel canado-suisse[1]. Il évolue au poste de gardien de but.

- 21 février : Darcy Johnson (né à Yorkton) est un joueur professionnel de hockey sur glace canadien.

- 19 juin : Daniel Ellis (né à Saskatoon) est un joueur canadien de hockey sur glace professionnel de la Ligue nationale de hockey évoluant au poste de gardien de but.

- 9 août : Charlie David, né à Regina, est un acteur canadien. Il est principalement connu pour avoir tenu le rôle de Toby dans la série télévisée Dante's Cove.

- 23 octobre : Scott Franklin, né à Regina, est un joueur de rugby à XV, qui joue avec l'équipe du Canada, évoluant au poste de pilier (1,88 m pour 111 kg).

- 24 novembre : Lyndon Rush, né à Humboldt, est un bobeur canadien en tant que pilote après avoir été pousseur. Au cours de sa carrière, il a notamment remporté une médaille d'argent aux Championnats du monde 2008 à Altenberg dans l'épreuve mixte. En Coupe du monde, il a remporté en tant que pilote l'épreuve de Park City en novembre 2009 de bob à 4, il s'agit par ailleurs de son premier podium dans cette compétition[2].

- 9 décembre : Ryan Bayda (né à Saskatoon) est un joueur professionnel de hockey sur glace évoluant à la position d'ailier gauche.